# Alpaslan Öztürk
Alpaslan Öztürk, né le 16 juillet 1993 à Anvers, est un footballeur turc, possédant aussi la nationalité belge. Il évolue actuellement au poste de défenseur central à Pendikspor.

## Biographie

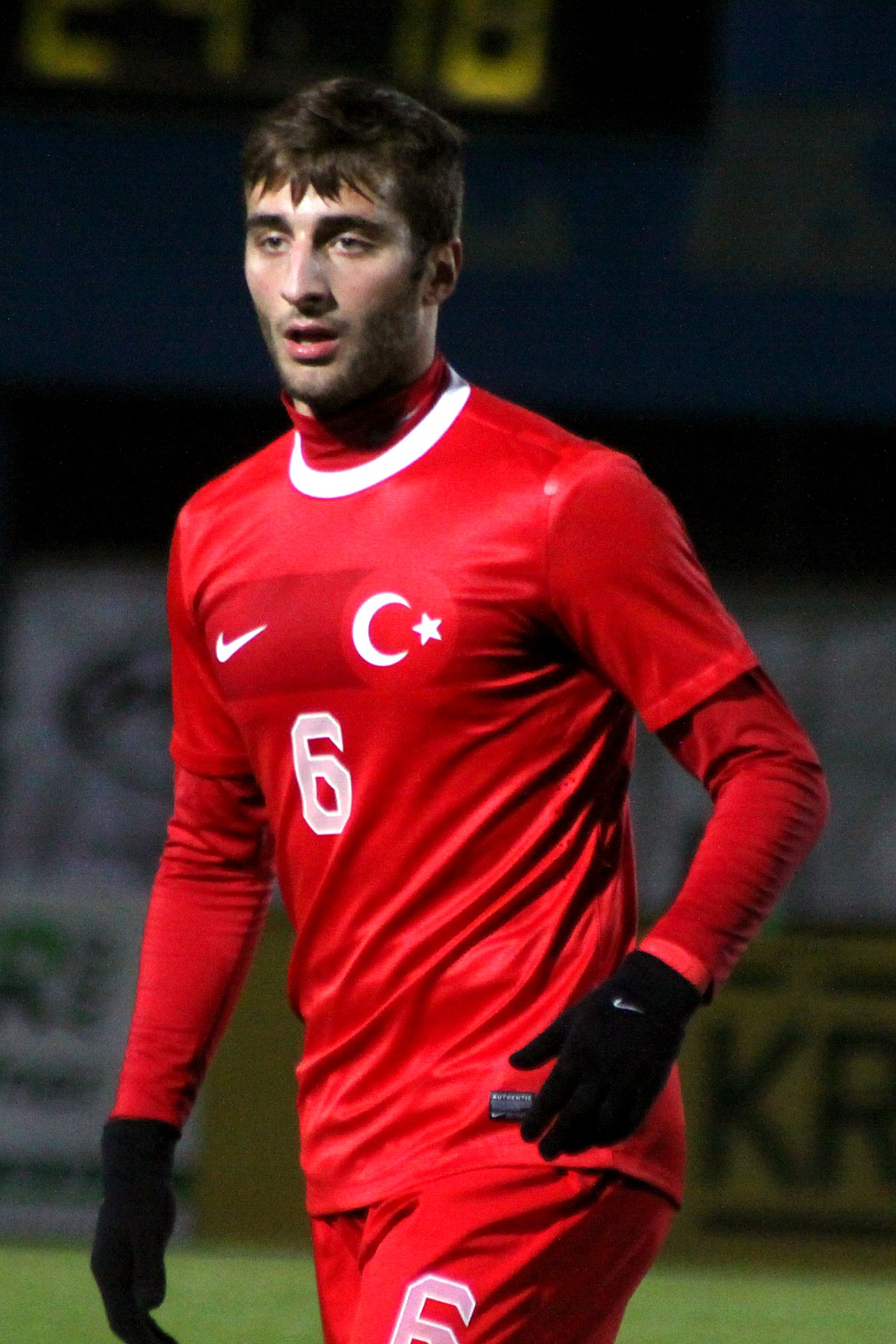
Alpaslan Öztürk avec la Turquie à la Coupe du monde des moins de 20 ans 2013

Le 29 mars 2021, il est convoqué pour la première fois en équipe de Turquie par Şenol Güneş, mais ne rentre pas en jeu lors du match disputé le lendemain face à la Lettonie (match nul 3-3).